# Mandevilla dissimilis
Mandevilla dissimilis är en oleanderväxtart som beskrevs av R. E. Woodson. Mandevilla dissimilis ingår i släktet Mandevilla och familjen oleanderväxter. Inga underarter finns listade i Catalogue of Life.